# Doleantie van 1564
De Doleantie van 1564 was een bezwaarschrift van welgestelde Amsterdamse burgers tegen bestuurlijke misstanden, begunstiging van familieleden en corruptie binnen het stadsbestuur. Het conflict weerspiegelde tevens de groeiende spanningen tussen gereformeerden en katholieken. Het protest leidde tot bestuurlijke hervormingen, die aanvankelijk als een overwinning voor de doleanten golden. De situatie verslechterde echter na de komst van Alva en de instelling van de Bloedraad, waardoor veel tegenstanders van het stadsbestuur moesten vluchten. Pas na de Alteratie van 1578 kregen de doleanten invloed binnen het nieuwe, gereformeerde stadsbestuur.

## Geschiedenis
Halverwege de 16e eeuw woedde er onder de Amsterdamse burgerij een felle partijstrijd. De ‘Meester Hendrik Dirkisten’ – aanhangers van de invloedrijke burgemeester Hendrick Dirckszn – stonden lijnrecht tegenover de ‘Schoutisten’, de aanhangers van schout Willem Dirckszn Bardes. 
Hendrick Dircksz. was van eenvoudige komaf, maar had gestudeerd in Leuven en voerde de titel van meester. In 1525 werd hij lid van de vroedschap, een jaar later schepen, en in 1539 burgemeester. Hij was ambitieus en uit op macht en rijkdom, maar bleef een zekere wrok koesteren tegenover de 'grote heren'. Zijn tegenstanders schilderden hem af als een wreed, nijdig en verbitterd man. Willem Bardes stamde uit een van de oudste Amsterdamse regentengeslachten. Hij was welgesteld, had in Italië gereisd en verkeerde in humanistische kringen aan het hof van landvoogdes Maria van Hongarije. In 1529 bekleedde hij voor het eerst en tevens voor het laatst het ambt van schepen; in 1542 werd hij benoemd tot schout.
Bardes diende tot drie keer toe klachten in over misstanden bij magistraten. In alle gevallen werd de beschuldigde vrijgesproken. Burgemeester Hendrick Dircksz. haatte de schout en probeerde hem rond 1552 in diskrediet te brengen door hem en zijn familie van sympathie voor de Wederdopers te beschuldigen. Met hulp van pastoor Floris Egbertszn kocht hij getuigen, waaronder de geestelijk labiele Gele Fye, om. Tijdens een langdurig proces kwam dit bedrog aan het licht. Niet de schout, maar de valse getuigen, de pastoor en de burgemeester werden gearresteerd. De pastoor werd verbannen. Na Dircksz’ vrijspraak wegens gebrek aan bewijs ging de machtsstrijd in Amsterdam onverminderd door.
Schout Bardes, voorheen een streng ketterjager, zocht nu steun bij een groep gereformeerden. Gaandeweg groeide het conflict uit tot een strijd tussen de heersende regentenfamilies en een deel van de welgestelde burgerij. Iedereen die ontevreden was over het stadsbestuur — of dat nu te maken had met vriendjespolitiek, het handelsbeleid of religieuze overtuigingen — schaarde zich achter de schout. Het conflict weerspiegelde daarmee niet alleen lokale spanningen, maar moet ook worden begrepen als een uiting van de bredere onrust die al in de jaren vijftig was ontstaan door de kettervervolgingen onder Karel V en Filips II.
Na jaren van aanhoudende conflicten behaalde burgemeester Hendrick Dircksz. een belangrijk succes. Op 18 maart 1564 sloot het stadsbestuur namelijk een overeenkomst met de Habsburgse regering in Brussel, waarbij het schoutambt voor een periode van zes jaar aan de stad in pand werd gegeven. Deze afspraak kon echter pas ingaan na afloop van de termijn waarvoor Bardes het ambt bekleedde — op 30 september 1565. Er moest dus nog anderhalf jaar verstrijken voordat het stadsbestuur zijn gehate tegenstander tot aftreden kon dwingen.
De schout en zijn medestanders bleven echter in die tussentijd niet stilzitten. Er werd een serieuze poging gedaan om de Habsburgse regering ertoe te bewegen in te grijpen in de stedelijke aangelegenheden. In de herfst van 1564 werd een uitgebreide klacht ingediend bij de landvoogdes Margaretha van Parma in Brussel. Het document was weliswaar niet ondertekend, maar de indieners gaven aan welgestelde burgers te zijn, mannen van goede naam en reputatie, van zodanig aanzien dat velen van hen de koning eerder uit eigen beweging financiële steun hadden verleend — en bereid waren dit, naar vermogen, opnieuw te doen.
Zij beklaagden zich over tien punten:
1. de samenstelling van het stadsbestuur;
2. het niet raadplegen van de vroedschap bij belangrijke besluiten;
3. de trage werking van de rechtspraak;
4. het belemmeren van de scheepvaart door het aanleggen van dammen in de grachten;
5. het brandgevaar op de Lastage, die buiten de stadswallen lag;
6. het uitblijven van het uitdiepen van de grachten;
7. het onteigenen van huizen en erven;
8. het ontbreken van regels voor de bouw buiten de stadsmuren;
9. het partijdig behandelen van burgers;
10. het oneerlijk innen van de belasting, de zogenaamde tiende penning.

De koning werd verzocht om de stadhouder van Holland, Willem van Oranje, opdracht te geven de zaak te onderzoeken. De landvoogdes droeg hem vervolgens op een onderzoek in te stellen naar de klachten en, indien mogelijk, de geschillen te beslechten.
Pas in mei 1565 was de stadhouder in staat naar Amsterdam te reizen, vergezeld door Christiaan de Waert, lid van de Grote Raad van Mechelen, en Arnoud Sasbout, lid van de Raad van Holland. Deze beide heren waren geen onbekenden voor de Amsterdammers, aangezien zij reeds eerder bij geschillen als regeringscommissarissen waren opgetreden. De klagers kregen de opdracht enkele punten uit hun bezwaarschrift nader toe te lichten. Intussen bleef het stadsbestuur aandringen op openbaarmaking van de namen van de klagers, een verzoek dat door de stadhouder werd afgewezen.
Ondertussen had Willem van Oranje op 14 mei dringende brieven van de landvoogdes ontvangen, waarin zij hem verzocht uiterlijk op 26 mei in Brussel aanwezig te zijn. Op 22 mei vond nog een overleg plaats met de burgemeesters, maar de verdere afhandeling werd overgelaten aan de commissarissen, die tot diep in juni in Amsterdam bleven.
In september volgde het besluit van de landvoogdes over de voornaamste klachten. Bij officiële verordening werd de verkiezing van het stadsbestuur geregeld, en de macht van de regentenfamilies enigszins ingeperkt, door duidelijk vast te leggen welke verwantschapsgraden bij benoemingen ontoelaatbaar waren. De landvoogdes besloot dat zij bij de eerstvolgende benoeming zelf de burgemeesters zou aanwijzen. Voorts werd bepaald dat de stadsrekening voortaan eerst in de vroedschapsvergadering moest worden onderzocht, alvorens zij openbaar werd gemaakt. Tevens werd bevolen de grachten binnen de stad uit te diepen, de Oudezijds Waal te verbeteren en richtlijnen op te stellen voor de bouw buiten de stadsmuren. Op verzoek van de burgemeesters werd aan Cornelis Suys, president van het Hof van Holland, en Arnoud Sasbout de opdracht gegeven om de situatie op de Lastage in overeenstemming te brengen met de geldende verordeningen.
Zo had het bezwaarschrift enig resultaat gehad. Toch leidden latere gebeurtenissen ertoe dat het zittende stadsbestuur sterker dan ooit in het zadel kwam te zitten. Toen Alva arriveerde en de Raad van Beroerten instelde, ontvluchtten veel klagers de stad. Verscheidene van hen zouden later op de lijsten van personen voorkomen die door Alva werden aangeklaagd.
Na de Alteratie van 1578 kregen velen van deze klagers alsnog zitting in het stadsbestuur. De val van het Spaansgezinde bewind betekende dus uiteindelijk de overwinning van de Doleanten.